# Ben 10: Alien Swarm
Ben 10: Alien Swarm (Ben 10: Invasão Alienígena no Brasil) é o filme estadunidense-canadense live-action de 2009, dirigindo por Alex Winter e baseado na série de desenho animado Ben 10: Força Alienígena de Man of Action. É uma continuação do filme de 2007 Ben 10: A Corrida Contra o Tempo. O filme é produzido e dirigido por Alex Winter e roteirizado por John Turman. O elenco foi revelado na Semana Ben 10 para Novembro de 2009, em especial comerciais que podem ser visualizadas no site do filme. Um teaser mostrado durante uma estreia de Star Wars: The Clone Wars mostrou que será Baseado na série Alien Force. Foi anunciado sobre o Ben 10: Alien Swarm que o filme é classificado TV-PG até novo aviso. O filme live-principais cenários de acção terão em Atlanta e Geórgia. O diretor do filme é Alex Winter, Ryan Kelley como Ben, Nathan Keyes como Kevin, e Galadriel Stineman como Gwen. O roteiro para este filme foi feito pelo roteirista de Quarteto Fantástico 2, ele e John Turman.

## Sinopse
O filme começa com Ben, Gwen e Kevin se aprontando para negociar com um grupo de comerciantes do mercado negro, que estão tentando vender nanotecnologia alienígena. Um deles revela ser Elena, uma amiga de infância de Ben e Gwen e uma filha de Encanador. Elena explica que ela tinha criado as negociações para atrair Ben, e explica que seu pai foi sequestrado e que ela precisa de sua ajuda.
Assim como Ben concorda em ajuda-la, os chips de repente ganham vida, controlados por um homem misterioso escondido nas vigas. Kevin Imediatamente acusa Elena, ela embora insiste que ela não é responsável. Enquanto os comerciantes fogem, Ben se transforma em Calafrio e o intruso desaparece. Elena escapa da confusão justificando, como suspeitas de Kevin. Ben, porém, não é convencido.
Chegando em sua base debaixo da loja de auto reparo em Bellwood, o trio, Juntamente com Max, Estudam os chips, o chip é uma mistura de componentes orgânicos e tecnológicos. Elena, tendo seguido o trio; Max ordena para que ela saia, explicando que o pai de Elena, Victor Validus, foi desonrosamente expulso depois de roubar os chips originais. Ben se recusa a acreditar que Elena é como seu pai e quebra as regras para ajudá-la.
Enquanto Max está longe, Gwen e Kevin se infiltram sem computador e descobrem os arquivos relativos à Victor Validus vem e um vídeo de Max interrogando Victor, insiste que ele não na qual "um Enxame", por trás com inteligência esta criando chips, para assumir o planeta. Percebendo que a raiva de Max pela traição de Victor poder ter nublado seu julgamento, Gwen e Kevin decidem também ajudar Ben.
Enquanto isso, Ben e Elena chegam ao antigo laboratório de Victor. Percebendo que ficaram para trás, Gwen e Kevin então vão para a Ship-It a fim de passar Ben e Elena para trás. Outros arquivos de sobra indicam que  Victor estava estudando e atualizando os chips, e uma imagem indica que Elena está perto da pessoa que os controla. Um grupo de pessoas sob o controle dos chips atacam Ben e Elena, forçando-os a recuar. Eles vão para Ship-It para investigar mais profundamente.
Gwen e Kevin, tendo alcançado o primeiro edifício, são demasiados mais tarde para parar uma distribuição de fichas. Em vez disso, elas são parados por um dos funcionários da Ship-It, que é possuído pelos chips igualmente. Ele dirige uma enxame de chips para atacar Gwen e Kevin, que acabam sofrendo um acidente no carro de Kevin após uma longa perseguição. Ben acaba ouvindo o barulho e os segue, ele se transforma em Enormossauro para derrotar um Enxame, destruindo completamente o carro de Kevin.
No momento em que retornam para a base, eles descobrem que os chips foram espalhados por todo o globo, e agora o número passa de milhões. O grupo conclui que deve haver uma Rainha no controle da invasão, e que a destruindo provavelmente também vai destruir os chips. Durante as buscas pela Rainha, no entanto, um dos chips assume a mente de Max. O grupo nota uma anomalia na distribuição de fichas, enquanto centros de população do mundo estão infectados, em uma relativamente remotas, Barren Rock, Missouri, tem uma concentração maior. A cidade Abriga uma base central da Ship-It. Com o carro de Kevin fora da comissão, Kevin revela que ele fez um segundo carro para Ben como um presente de aniversário atrasado.
Após se infiltrarem na fábrica, o grupo descobre que a Rainha tinha infectado o pai de Elena, cujo corpo está sendo usado para produzir os chips em massa. Ben usa o Omnitrix para se transformar em um novo alienígena que ele chama de "Nanomech" que foi criado pela análise do DNA dos chips ao longo do filme. Ele entra no cérebro de Victor e batalha com a Rainha, enquanto Gwen, Kevin e Elena combatem os zangões. Depois de uma batalha extrema, Ben destrói a Rainha e, portanto junto uma totalidade de chips, libertando todos, de seu controle.
No final, Max, depois de se desculpar pessoalmente com Victor, decide se aposentar e deixar sua posição como líder para Ben, mas Ben se recusa uma permitir que ele se aposente. O filme termina com Ben, Gwen, Kevin e Elena saindo de carro de Missouri.

## Elenco
| Ator               | Personagem     | Dublador brasileiro           |
| ------------------ | -------------- | ----------------------------- |
| Ryan Kelley        | Ben Tennyson   | Charles Emmanuel              |
| Galadriel Stineman | Gwen Tennyson  | Ana Lúcia Menezes             |
| Nathan Keyes       | Kevin Levin    | Duda Espinoza                 |
| Alyssa Diaz        | Elena Validus  | Priscila Amorim               |
| Barry Corbin       | Max Tennyson   | Júlio Chaves                  |
| Herbert Siguenza   | Victor Validus | Carlos Seidl                  |
| Dee Bradley Baker  | Calafrio       | Walmir Barbosa                |
| Dee Bradley Baker  | Enormossauro   | Júlio César Luiz Carlos Persy |
| Alex Winter        | Nanomech       | Paulo Bernardo                |
| Vicki Lewis        | Rainha Chip    | Miriam Ficher                 |

Macaco-Aranha é mencionado no filme, mas não faz uma aparição. Aparecem o holograma do Gosma, Fogo Selvagem, Eco, Bala de Canhão e Macaco-Aranha.

## Recepção
Ben 10: Alien Swarm foi indicado ao Emmy de Melhores Efeitos Visuais.